# Gilmore City
Gilmore City ist eine Kleinstadt (mit dem Status „City“) im Humboldt County (überwiegend) und im Pocahontas County (zu einem kleineren Teil) im US-amerikanischen Bundesstaat Iowa. Im Jahr 2010 hatte Gilmore City 504 Einwohner, deren Zahl sich bis 2015 auf 491 verringerte. Das U.S. Census Bureau hat bei der Volkszählung 2020 eine Einwohnerzahl von 487 ermittelt.

## Geografie
Gilmore City liegt im mittleren Nordwesten Iowas zwischen den beiden Quellflüssen des Des Moines River, eines rechten Nebenflusses des Mississippi.
Die am Missouri gelegenen Schnittpunkte der Bundesstaaten Iowa, South Dakota und Minnesota sowie der Staaten Iowa, South Dakota und Nebraska liegen 250 km westnordwestlich sowie 190 km westsüdwestlich von Gilmore City.
Die geografischen Koordinaten von Gilmore City sind 42° 43′ 46″ nördlicher Breite und 94° 26′ 52″ westlicher Länge. Die Stadt erstreckt sich über eine Fläche von 3,24 km² und verteilt sich über die Weaver und Avery Township des Humboldt County sowie die Lake und Garfield Township des Pocahontas County.
Nachbarorte von Gilmore City sind Bradgate (10,6 km nordnordöstlich), Rutland (16,9 km ostnordöstlich), Humboldt (20,6 km östlich), Pioneer (13 km südsüdöstlich), Palmer (24,2 km südwestlich), Pocahontas (18,7 km westlich) und Rolfe (16,2 km nordwestlich).
Die nächstgelegenen größeren Städte sind die Twin Cities in Minnesota (Minneapolis und Saint Paul) (343 km nordnordöstlich), Rochester in Minnesota (287 km nordöstlich), Cedar Rapids (283 km ostsüdöstlich), Iowas Hauptstadt Des Moines (189 km südsüdöstlich), Kansas City in Missouri (451 km südlich), Nebraskas größte Stadt Omaha (274 km südwestlich), Sioux City (180 km westsüdwestlich) und South Dakotas größte Stadt Sioux Falls (284 km westnordwestlich).

## Verkehr
Der von West nach Ost führende Iowa Highway 3 verläuft als Hauptstraße durch das Zentrum von Gilmore City. Alle weiteren Straßen sind untergeordnete Landstraßen, teils unbefestigte Fahrwege sowie innerörtliche Verbindungsstraßen.
Durch Gilmore City verläuft eine Eisenbahnstrecke der früheren Rock Island Line, die heute zur Union Pacific Railroad gehört und für den Frachtverkehr genutzt wird.
Mit dem Pocahontas Municipal Airport (18,6 km westlich) und dem Humboldt Municipal Airport (19,2 km östlich) befinden zwei kleine Flugplätze für die Allgemeine Luftfahrt unweit von Gilmore City. Die nächsten Verkehrsflughäfen sind der Des Moines International Airport (195 km südsüdöstlich), das Eppley Airfield in Omaha (267 km südwestlich), der Sioux Gateway Airport in Sioux City (191 km westsüdwestlich) und der Sioux Falls Regional Airport (286 km westnordwestlich).

## Geschichte
Im Jahr 1882 wurde eine Eisenbahnstrecke durch die Gegend gebaut. Zwei Jahre später wurde eine Siedlung angelegt und nach dem Eisenbahnmanager C.N. Gilmore benannt. Gilmore City wurde im Jahr 1887 als selbstständige Kommune inkorporiert.

## Bevölkerung
Nach der Volkszählung im Jahr 2010 lebten in Gilmore City 504 Menschen in 239 Haushalten. Die Bevölkerungsdichte betrug 155,6 Einwohner pro Quadratkilometer. In den 239 Haushalten lebten statistisch je 2,11 Personen.
Ethnisch betrachtet setzte sich die Bevölkerung zusammen aus 97,8 Prozent Weißen, 0,4 Prozent Afroamerikanern, 0,4 Prozent Asiaten und 0,4 aus anderen ethnischen Gruppen; 1,0 Prozent stammten von zwei oder mehr Ethnien ab. Unabhängig von der ethnischen Zugehörigkeit waren 1,6 Prozent der Bevölkerung spanischer oder lateinamerikanischer Abstammung.
22,6 Prozent der Bevölkerung waren unter 18 Jahre alt, 58,4 Prozent waren zwischen 18 und 64 und 19 Prozent waren 65 Jahre oder älter. 51,8 Prozent der Bevölkerung waren weiblich.
Das mittlere jährliche Einkommen eines Haushalts lag im Jahr 2015 bei 38.125 USD. Das Pro-Kopf-Einkommen betrug 23.307 USD. 11,8 Prozent der Einwohner lebten unterhalb der Armutsgrenze.

## Bekannte Bewohner
- Mary Ellen Solt (1920–2007) – Dichterin, Literaturwissenschaftlerin und Hochschullehrerin – geboren und aufgewachsen in Gilmore City